# Centauro (vehículo blindado)
El B1 Centauro es un cazacarros de ocho ruedas. Recibe su nombre en honor a la 131.ª División blindada Centauro, del Regio Esercito Italiano la cual quedó completamente destruida durante la campaña de Túnez en 1943. Diseñado para reconocimiento blindado táctico y cazacarros. Fue desarrollado por el consorcio de fabricantes italianos Società Consortile Iveco Fiat - Oto Melara (CIO), fusionada con Leonardo, a partir de 2016. Iveco Fiat fue la parte encargada de desarrollar el casco y los sistemas de propulsión mientras que Oto Melara fue responsable del desarrollo de las torretas y de los sistemas de armas. A partir del primer diseño como vehículo antitanque de reconocimiento Centauro se fabricaron otras variantes como el vehículo blindado de transporte de personal y vehículo de combate de infantería VBM Freccia.

## Desarrollo
El vehículo fue desarrollado en respuesta a una petición del Ejército Italiano de un cazacarros con el poder de fuego del antiguo carro de combate Leopard 1, en aquel entonces en servicio con el Ejército Italiano, pero con mayor movilidad estratégica. 
El Centauro es el heredero de la larga saga de vehículos blindados de ruedas creados por los italianos, desde el Ansaldo-Lanzia 1Z de la 1.ª guerra mundial  a los AB40 y AB-41 de la segunda. Cuando a mediados de los años 80 el ejército italiano buscó un sustituto para los tanques M47 por motivos de tipo estratégico y de tipo técnico (avances en los cañones de bajo retroceso, suspensiones independientes, amortiguadores de gran recorrido, dispositivos de regulación de presión en neumáticos....), el Estado Mayor eligió en 1984 el desarrollo de un vehículo blindado de ruedas con cañón de 105mm. y un peso de  20-25 Tm. El vehículo debía ser capaz de utilizar la misma munición que los tanques Leopard I y M-60A1, más por ahorro en costes que otra cosa. El primer prototipo fue mostrado en junio de 1986.
La principal misión del Centauro es la protección de otros elementos de caballería más ligeros usando su buena relación potencia-peso, su excelente alcance y su habilidad campo a través (a pesar de tener ruedas en lugar de cadenas), y al sistema de control de tiro computerizado para cumplir su misión. El Centauro entró en producción en el año 1991 para el Ejército italiano y las entregas fueron completadas en el 2006.
El Centauro ha sido exportado a España, que adquirió 84 vehículos Centauro entre el año 2002 y 2006, y también será exportado a Omán, que recibirá 6 vehículos Centauro a finales de 2009.

## Diseño

### Armamento

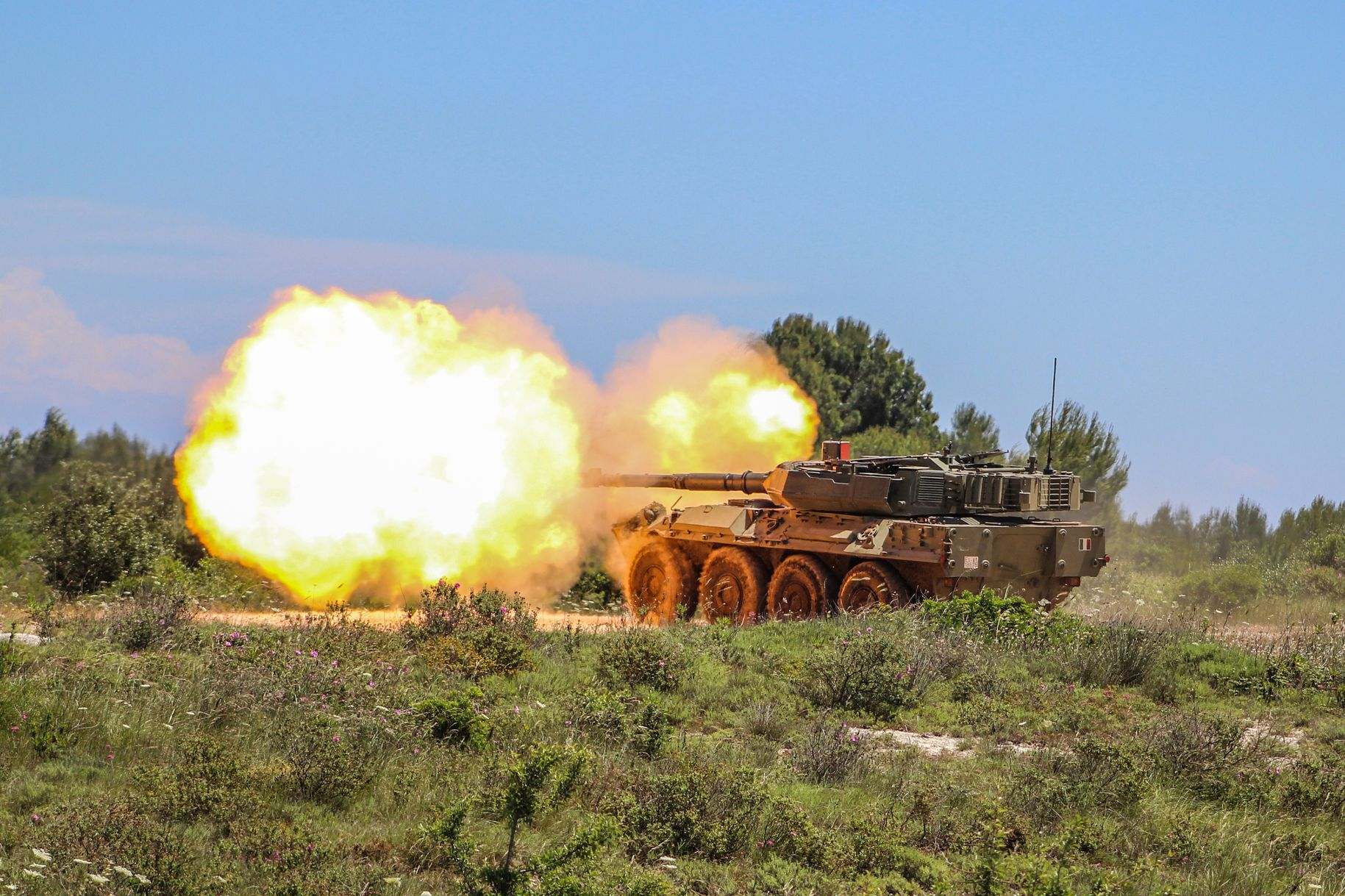
Un Centauro italiano disparando durante unas maniobras en 2019.

El armamento principal consiste en un cañón de alta presión, bajo retroceso y giroestabilizado Oto Melara de 105/52 mm, equipado con camisa térmica, freno de boca (reduce el retroceso en un 40%), MRS (sistema de referencia de la boca del cañón) y un extractor de humos integrado. Dispone de 14 proyectiles en la torreta listos para ser disparados y otros 26 proyectiles de reserva en el casco. El cañón es un desarrollo basado en el Royal Ordnance L7 británico de 105mm y puede disparar munición estándar OTAN, incluyendo los proyectiles de penetración por energía cinética tipo APFSDS (siglas en inglés de Armour Piercing Fin-Stabilized Discarding Sabot).
El armamento secundario consiste en dos ametralladoras Rheinmetall MG3 de 7,62 mm, una coaxial y otra externa, con una munición de 4000 balas.
El apuntamiento del cañón es proporcionado por el sistema de control de tiro Galileo Aviónica TURMS (el mismo montado en el carro de combate italiano C1 Ariete), está equipado con un sistema de referencia en la boca del cañón y computador balístico completamente digital. La mira del artillero está completamente estabilizada y cuenta con visor térmico y telémetro láser. El puesto del comandante cuenta con una mira panorámica estabilizada, una mira de visión nocturna con intensificador de luz y un monitor que muestra la imagen de la cámara térmica del artillero. De este modo el Centauro puede disparar contra objetivos tanto móviles como estáticos, encontrándose este a su vez parado o en movimiento, tanto de día como de noche.

### Blindaje y defensas

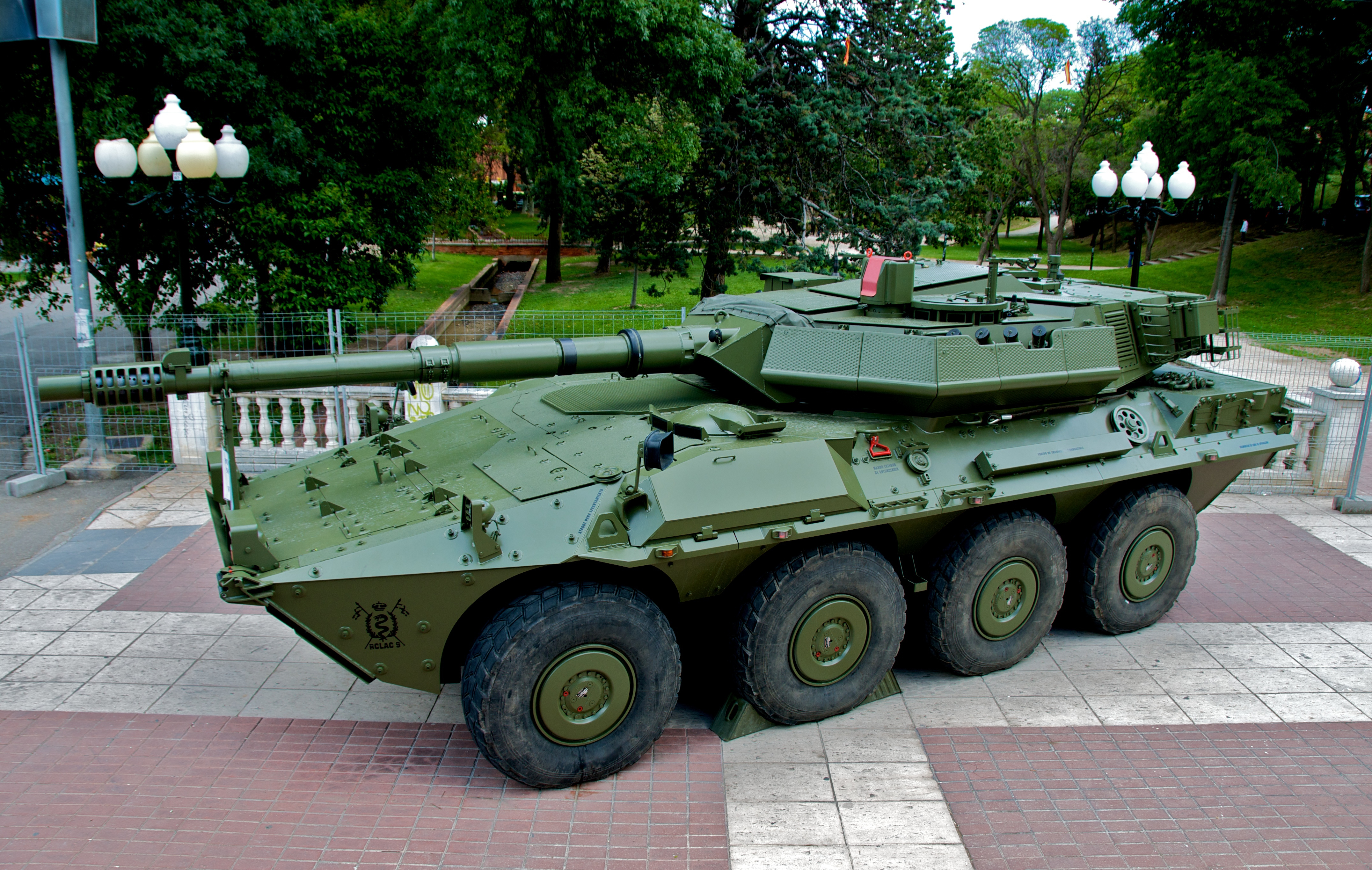
Un Centauro del Ejército de Tierra de España.

El casco del Centauro es un casco blindado de acero completamente soldado que fue diseñado para resistir en la configuración básica disparos de 12,7 milímetros y metralla de explosivos con protección contra munición de 25 mm en la zona frontal. La protección puede ser incrementada añadiendo placas extra de blindaje contra munición de 30 mm.
El Centauro también está equipado con sistema de protección contra guerra NRBQ (nuclear, bacteriológica y química) integrado en el sistema de aire acondicionado del vehículo. También dispone de 4 tubos lanzagranadas de humo montados a cada lado de la torreta y una alarma contra sistemas de puntería láser LWR (Laser Warning Receiver).

### Propulsión
El Centauro está propulsado por un motor diésel turbo Iveco de 6 cilindros en V y postrefrigerado que desarrolla una potencia máxima de 520 CV (382,2 kW). El sistema de transmisión automático, diseñado por ZF Friedrichshafen, es manufacturado bajo licencia por Iveco Fiat y dispone de 5 marchas hacia adelante y 2 hacia atrás. El vehículo dispone de tracción total a las 8 ruedas, cada una con suspensión independiente, y además van equipadas con gomas sólidas internas contra pinchazos y sistema de inflado de ruedas central CTIS (Central Tyre Inflation System). Por otra parte, el frenado es proporcionado por 8 discos de freno y la dirección por los ejes primero y segundo, participando también en el viraje el cuarto eje a velocidades bajas. 
Todo esto permite al Centauro alcanzar velocidades superiores a los 100 km/h sobre carretera, salvar pendientes del 60%, cruzar obstáculos verticales de hasta 45 cm y zanjas de hasta 1,5 m de largo, vadear zonas de agua de hasta 1,2 m de profundidad sin preparación y un radio de giro de 9 m.

## Variantes
Centauro

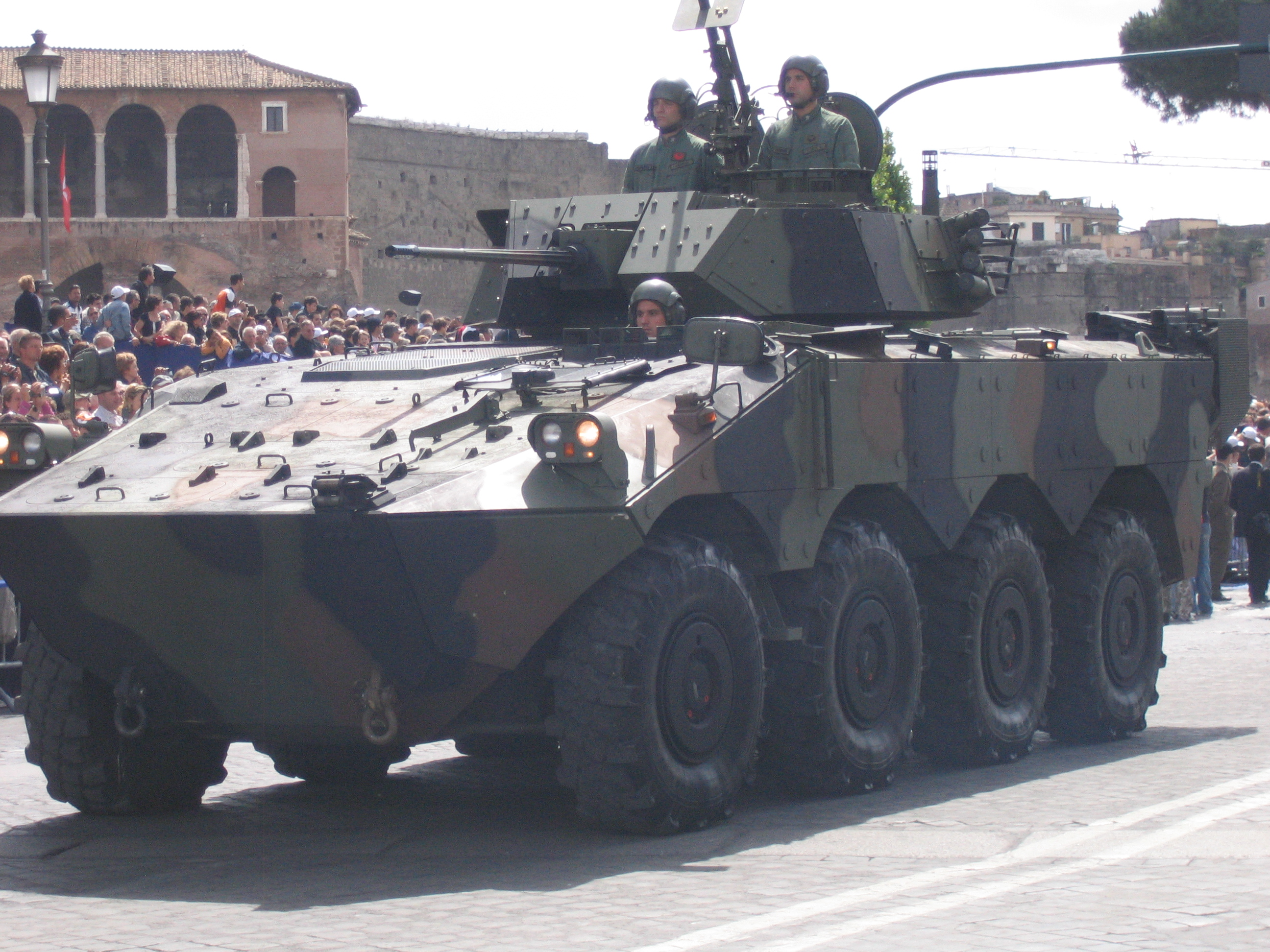
Un VBM Freccia italiano.

Vehículo antitanque de reconocimiento original.
Centauro 120 mm
Centauro mejorado con cañón de bajo retroceso de 120/45 milímetros, con un nuevo diseño de torreta y con blindaje compuesto que le permite resistir el impacto de munición APFSDS de 40 mm en el frontal, y disparos de 14,5 milímetros en el resto de su perímetro. Esta versión podría reemplazar en el futuro al Leopard 1A5 en el Ejército Italiano. 
Centauro 155 mm
Incluye una pieza de 39 calibres y protección blindada, su diseño posee características furtivas con una menor firma térmica y está equipada con dispositivos de lanzamiento automático de granadas, un sistema de elevación y estabilización, otro de puntería con canal diurno y térmico y uno secundario con telescopio de puntería, protección colectiva NBQ, aprovisionamiento de munición automático, control climático, comunicaciones e información digitales y puede recibir una estación remotamente controlada, la Oto Melara Hitrole. Está capacitada para utilizar la familia de municiones guiadas Vulcano, así como otras convencionales.

### VBM Freccia
El VBM Freccia, o Veicolo Blindato Medio Freccia (que significa Vehículo Blindado Medio "Flecha" en italiano), es un vehículo de combate de infantería derivado del Centauro. Sustituye la torreta del Centauro por una torreta Hitfist Plus (una evolución de la utilizada en el vehículo de combate de infantería Dardo), equipada con un cañón automático Oerlikon KBA de 25 milímetros con una munición 2000 proyectiles y un par de ametralladoras Rheinmetall MG3 de 7,62 mm OTAN. El vehículo ofrece la posibilidad de ser armado con un par tubos lanzadores de misiles antitanque BGM-71 TOW o Spike ML/LR. El sistema de control de tiro es el mismo que para la versión estándar del Centauro a excepción del visor térmico, y en cuanto a defensas incorpora un nuevo blindaje y mantiene los ocho lanzagranadas de humo de 80 mm. El Freccia transporta a 3 tripulantes: artillero, conductor y comandante; y puede además llevar como pasajeros a 6 u 8 soldados listos para el combate.

## Usuarios

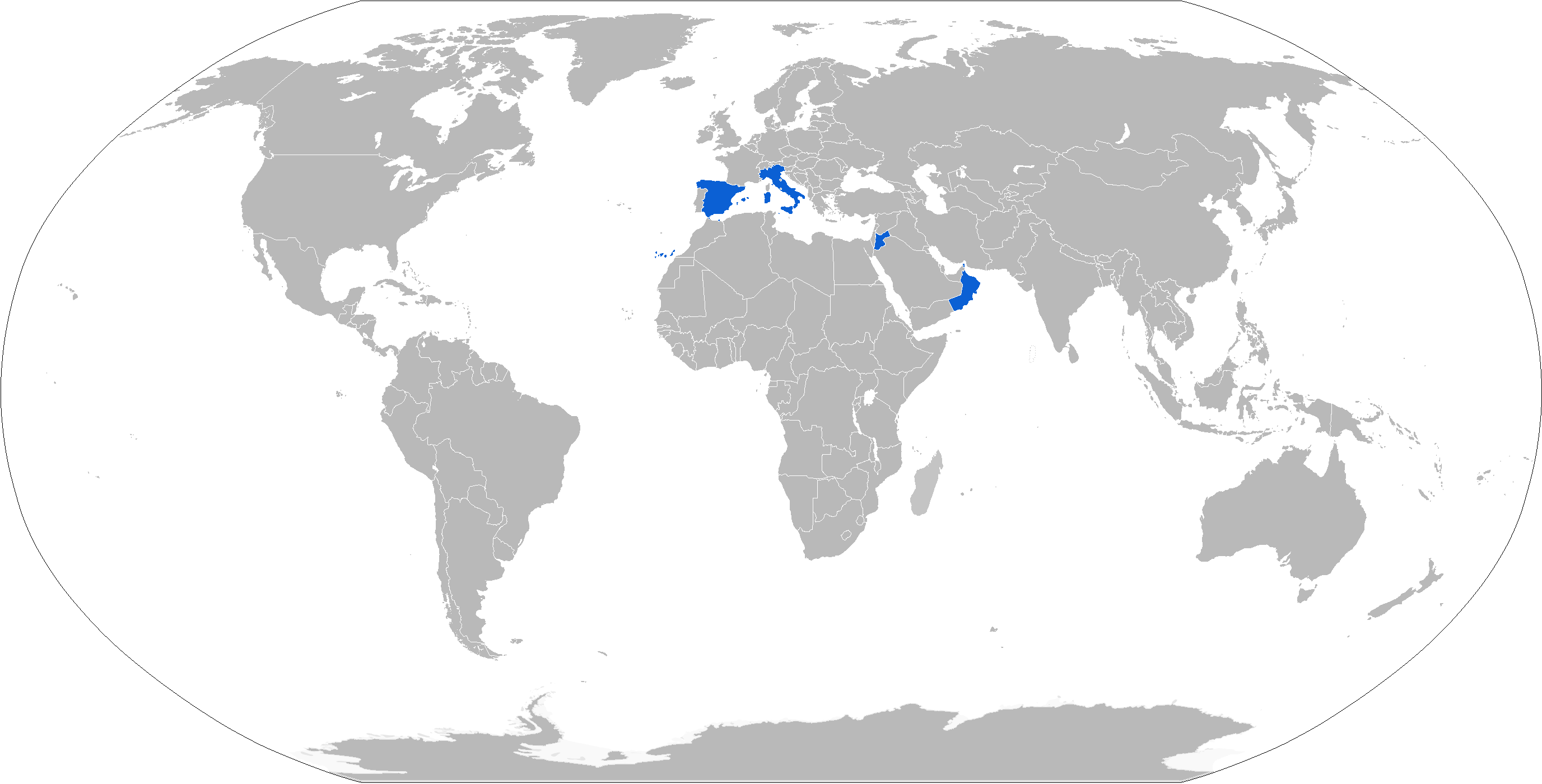
Mapa de operadores B1 Centauro en azul.

### Actuales
España
- Ejército de Tierra de España

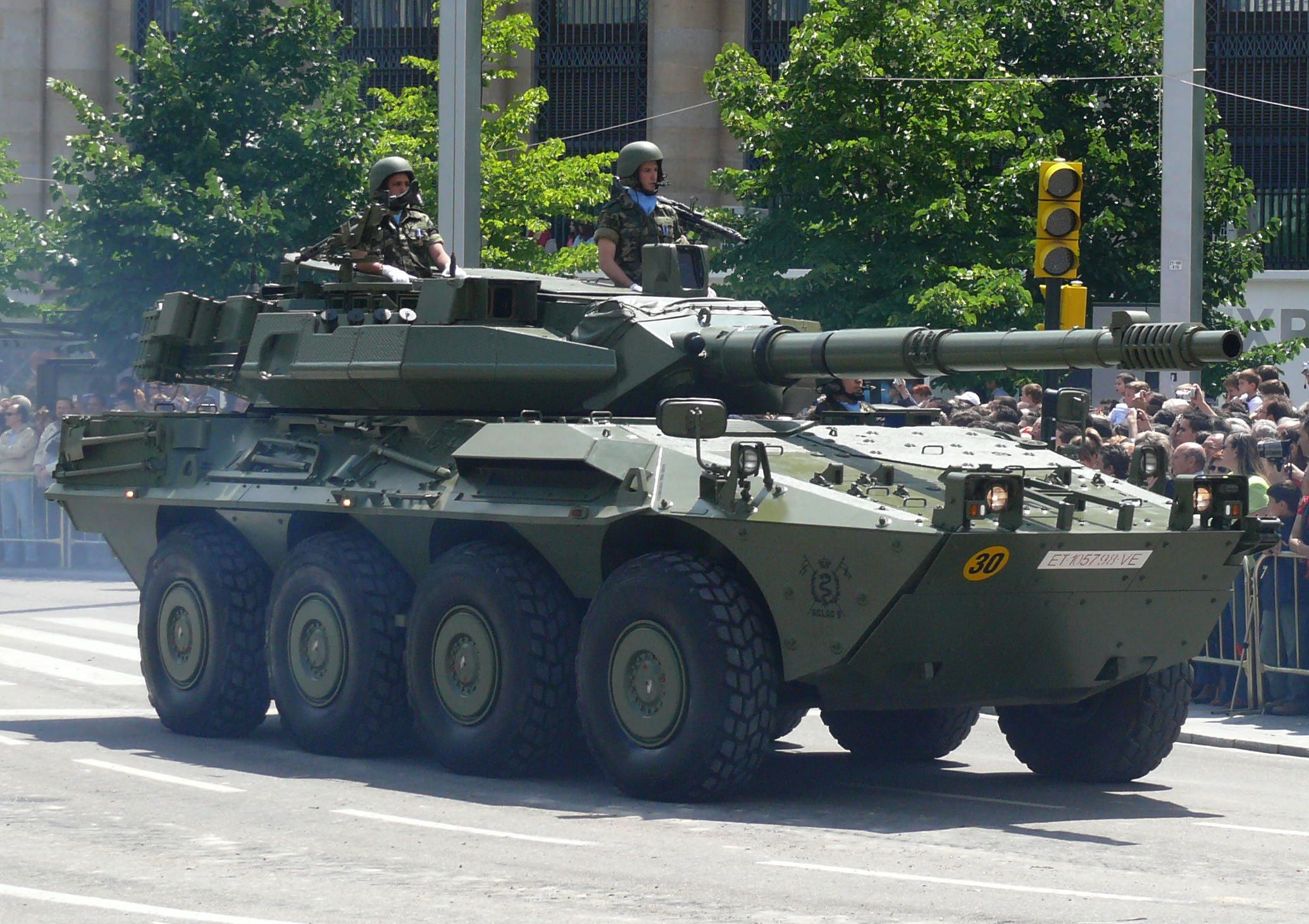
Un Centauro del Ejército de Tierra de España.

  - 84 Centauro de reconocimiento y contracarro. En parte sirvieron para retirar los tanques AMX-30E que quedaban. Denominación española: Vehículo de Reconocimiento y Combate de Caballería, con cañón de 105 mm. El Ejército de Tierra Español adquirió 84 Vehículos de Reconocimiento y Combate de Caballería (VRCC) Centauro con cañón de 105/52 mm en dos fases: los primeros 22 vehículos se contrataron en julio de 1999 y fueron entregados entre septiembre de 2000 y noviembre de 2001. En febrero de 2002 se firmó la segunda por los 62 restantes, que fueron entregados entre julio de 2004 y diciembre de 2006. Los vehículos de la primera fase fueron fabricados en su totalidad por el consorcio italiano Iveco-Fiat-OTO Melara. Sin embargo, para los 62 vehículos de la segunda se efectuaron transferencias tecnológicas para ser fabricados parcialmente en España por Iveco-Pegaso, Oto Melara-Ibérica y Amper. Además incorporaron mejoras como cámara térmica de segunda generación Galileo para tirador, sistema interfónico ROVIS, segunda ametralladora MG3 en techo y toma de aire comprimido. Una tercera fase, contratada en 2007, incluyó la adquisición de cuatro ejemplares de la versión de recuperación, así como la sustitución de la cámara térmica de los vehículos de la primera fase por la Galileo de segunda generación que lleva el resto.[2]
  - 4 VBM Freccia de recuperación. Denominación española: Vehículo acorazado de recuperación y reparaciones Centauro (VCREC). El primero fue entregado el 9 de noviembre de 2010.[5]

 Estados Unidos
- Guardia Nacional de los Estados Unidos: Estados Unidos adquirió 15 Centauros para pruebas que luego fueron traspasados a la Guardia Nacional.

 Jordania
- 141 Centauro ex Ejército Italiano

 Italia

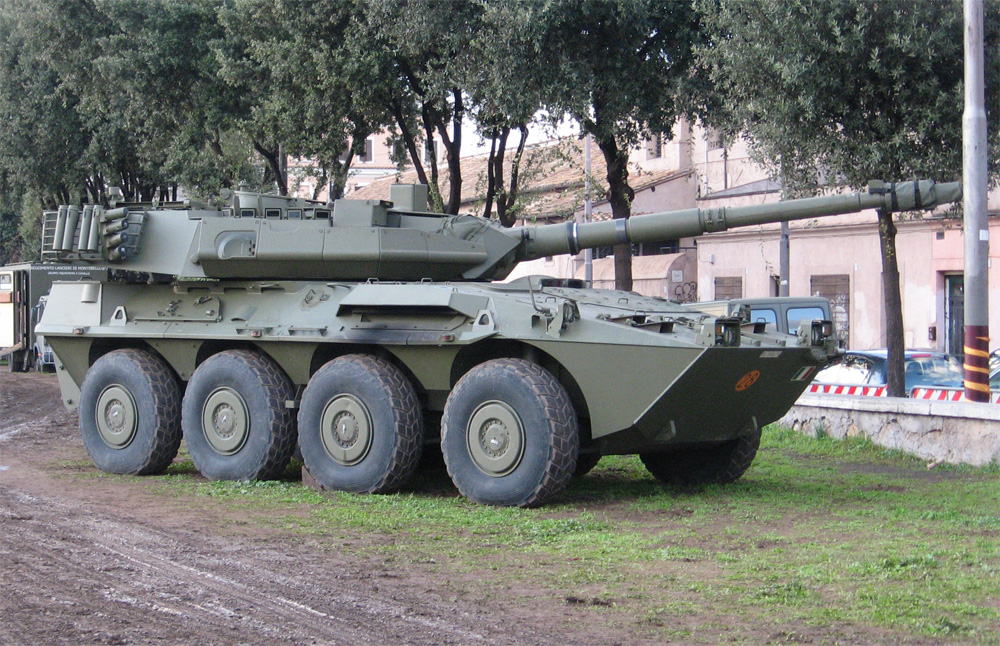
Un Centauro del Ejército Italiano en el día de la Fiesta de las Fuerzas Armadas de Italia.

- Ejército Italiano: 400 Centauro, sólo 259 siguen en uso,[6] y 249 VBM Freccia. En las siguientes unidades:[1]
  -  Reggimento "Nizza Cavalleria"
  -  Reggimento "Savoia Cavalleria"
  -  Reggimento "Piemonte Cavalleria"
  -  Reggimento "Genova Cavalleria"
  -  Reggimento "Lancieri di Novara"
  -  Reggimento "Lancieri di Montebello"
  -  Reggimento "Cavalleggeri Guide"
  -  Reggimento "Lancieri di Aosta"

 Omán
- Guardia Real de Omán

En agosto de 2008, Omán encargó 6 vehículos Centauro de la última versión con cañón de 120/45 mm y chasis mejorado para la Guardia Real, fueron entregados a finales de 2009. Posteriormente, se compraron otros tres vehículos.

### Posibles usuarios
Colombia
- Para el año de 2012 se ha publicado nuevamente un documento CONPES, en donde se hace la solicitud explícita por cerca de 20 a 40 vehículos de la referencia, y entre 50 a 60 carros de combate; se ha destinado para ello una comisión especial que viajará a Asia, Europa, Rusia y Norteamérica en visita a las plantas donde se produzcan dicha clase de blindados, siendo el primer destino aún no confirmado la planta de OTO Melara en Italia.

 Rusia
- Fuerzas Terrestres de Rusia 2 vehículos en evaluación para adquirir los modelos con torretas de calibre entre 100 y 125 mm, las unidades en cuestión serían construidas en Rusia, por medio de un Joint venture entre los fabricantes UralAZ e Iveco.

 Brasil
- 98 unidades Centauro II ordenadas en noviembre de 2022 para equipar a los regimientos de caballería del Ejército.[11][12]

## Historia operacional

### Italia

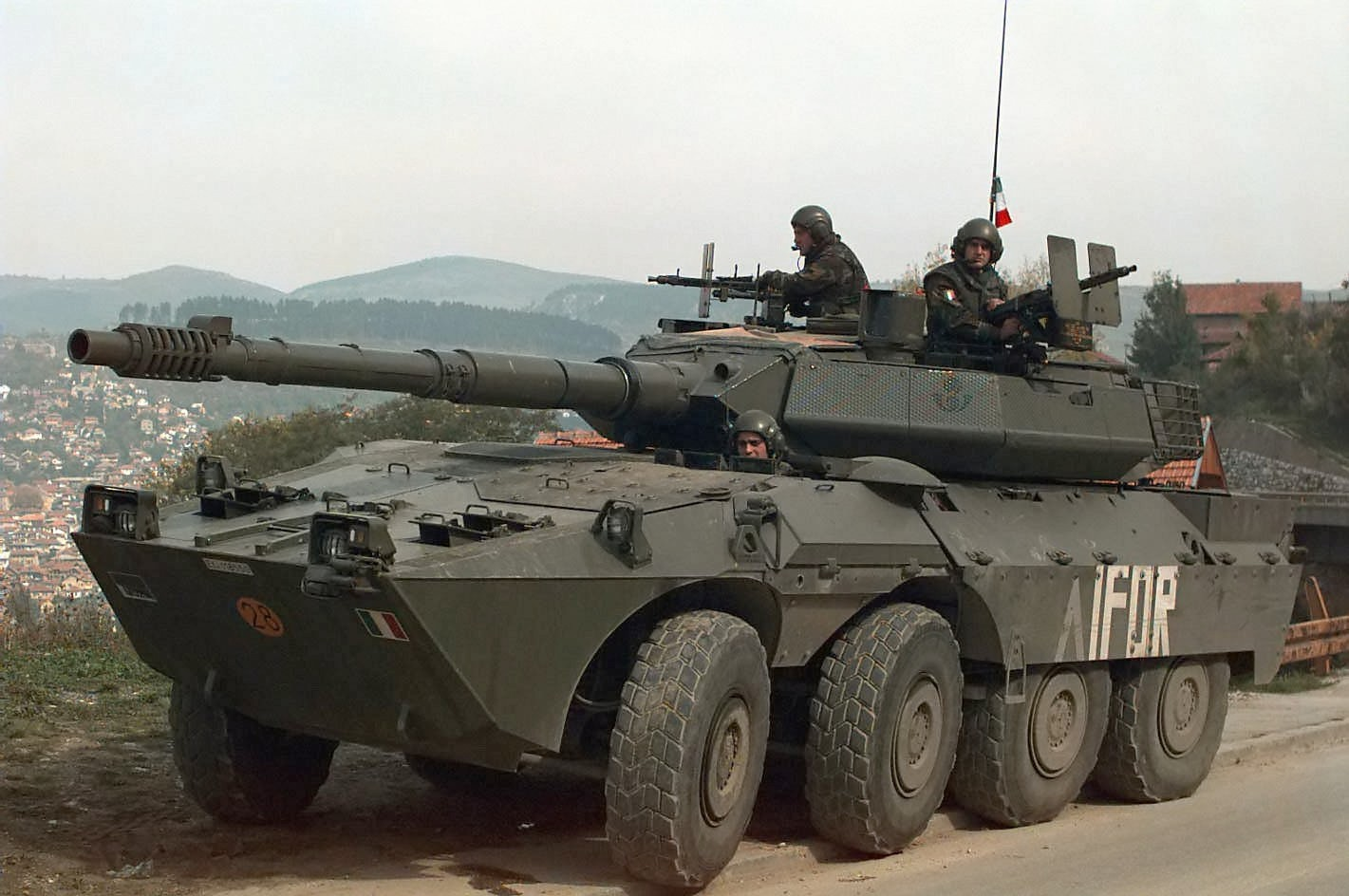
Centauro del Ejército Italiano en una patrulla por Sarajevo, Bosnia-Herzegovina en la misión IFOR, en octubre de 2006.

El Centauro en servicio con el Ejército Italiano fue desplegado en la antigua Yugoslavia y Somalia. Fue usado frecuentemente para escoltar convoyes, controlar áreas extensas y para patrullar carreteras. También fueron desplegados vehículos Centauro durante la operación Antica Babilonia, la participación italiana en la Guerra de Irak. Durante esta operación, una tropa de Centauros tomó parte en la segunda batalla por los puentes de Nassiriya destruyendo un edificio que albergaba francotiradores enemigos. Actualmente está desplegado como parte de las fuerzas UNIFIL en el Líbano.

### España
En marzo de 2009, España desplazó a Líbano un grupo de reconocimiento de Caballería para reforzar el contingente español de la UNIFIL en el Líbano. Si bien se barajó el envío de blindados Centauro, finalmente esta idea se desechó, siendo únicamente los VEC quienes pisasen tierras libanesas

### Desarrollos relacionados
- VBM Freccia

### Vehículos similares
- ASCOD Pizarro / Ulan
- ASLAV
- AVGP
- Boxer MRAV
- BTR-3
 BTR-4
- BTR-60
 BTR-70
 BTR-80
- BTR-90
- FNSS PARS
- LAV-25
 LAV III
- MOWAG Piranha
- Pandur II
- Patria AMV
- / Nurol Ejder
- Rooikat
- RN-94
- Stryker
- TAB-71
 TAB-77
 TABC-79
- VBCI

### Listas relacionadas
- Anexo:Materiales del Ejército de Tierra de España